# 普拉夫達 (敖德薩州)
47°54′19″N 29°20′58″E / 47.90528°N 29.34944°E
普拉夫達（烏克蘭語：Правда）是位於烏克蘭西南部的村莊，由敖德萨州波季利斯克区的斯洛比德卡市鎮負責管轄。該村始建於1897年，面積0.3平方公里，海拔高度244米，2001年人口90，人口密度每平方公里300人。